# Municipio de Coloma (Illinois)
El municipio de Coloma (en inglés: Coloma Township) es un municipio ubicado en el condado de Whiteside en el estado estadounidense de Illinois. En el año 2010 tenía una población de 11371 habitantes y una densidad poblacional de 392,63 personas por km².

## Geografía
El municipio de Coloma se encuentra ubicado en las coordenadas 41°46′19″N 89°41′29″O / 41.77194, -89.69139. Según la Oficina del Censo de los Estados Unidos, el municipio tiene una superficie total de 28.96 km², de la cual 26.04 km² corresponden a tierra firme y (10.1%) 2.92 km² es agua.

## Demografía
Según el censo de 2010, había 11371 personas residiendo en el municipio de Coloma. La densidad de población era de 392,63 hab./km². De los 11371 habitantes, el municipio de Coloma estaba compuesto por el 92.45% blancos, el 1.3% eran afroamericanos, el 0.36% eran amerindios, el 0.34% eran asiáticos, el 0.04% eran isleños del Pacífico, el 2.91% eran de otras razas y el 2.59% pertenecían a dos o más razas. Del total de la población el 13.59% eran hispanos o latinos de cualquier raza.